# Carnosauria
Los carnosaurios (Carnosauria) son un infraorden de dinosaurios terópodos, que vivieron en los períodos Jurásico y Cretácico. Aunque originalmente abarcaba a una amplia variedad de terópodos gigantes que no estaban cercanamente relacionados, desde entonces se ha definido que el grupo abarca solo a los allosauroideos y a sus parientes cercanos. Más recientemente, los científicos han descubierto algunos grandes carnosaurios de la familia de los carcarodontosáuridos como Giganotosaurus y Tyrannotitan los cuales estuvieron entre los mayores dinosaurios depredadores.
Las características distintivas de los carnosaurios incluyen ojos grandes, un cráneo grande y estrecho y modificaciones de las patas y pelvis como un fémur más largo que la tibia.

## Sistemática
Los modernos análisis cladísticos define a Carnosauria como aquellos tetanuranos que comparten un antepasado común más reciente con Allosaurus que con las aves modernas.

### Taxonomía
Carnosauria se ha usado tradicionalmente como "cajón de sastre" para todos los grandes terópodos, pero los análisis en los años 1980s y 1990s revelaron que aparte del tamaño, el grupo compartía muy pocas características, convirtiéndolo en polifilético. Muchos de los anteriores carnosaurios fueron reclasificados como terópodos más primitivos. Otros fueron situados en Coelurosauria si estos estaban más emparentados con las aves, como es el caso de los tiranosáuridos. Otros "excarnosaurios" incluyen a los megalosáuridos, los espinosáuridos y los ceratosaurios. Incluso algunos no dinosaurios han sido carnosaurios, como el rauisuquio Teratosaurus.
- Infraorden Carnosauria
  - Becklespinax
  - Erectopus
  - Gasosaurus
  - Superfamilia Allosauroidea
    - Familia Metriacanthosauridae
    - clado Allosauria
      - Familia Allosauridae

    - clado Carcharodontosauria
      - Familia Carcharodontosauridae
      - Familia Neovenatoridae

### Filogenia
El clado Allosauroidea fue originalmente propuesto por Phil Currie y Zhao (1993; p. 2079), y más tarde usado como un taxón basado en raíces indefinido por Paul Sereno (1997). Sereno (1998; p. 64) fue el primero en proveer una definición basada en raíces para Allosauroidea, definiéndolo como el clado que incluye a "todos los neotetanuranos más cercanos a Allosaurus que a Neornithes." Kevin Padian (2007) lo usó como una definición basada en nodos, definiendo a Allosauroidea como Allosaurus, Sinraptor, su más reciente ancestro común, y todos sus descendientes. Thomas R. Holtz et al. (2004; p. 100) y Phil Currie y Ken Carpenter (2000), entre otros, han seguido esta definición. Sin embargo, en algunos análisis (como Currie & Carpenter, 2000), la ubicación de los carcarodontosáuridos respecto de los alosáuridos y los metriacantosáuridos es incierta, y por tanto tampoco es claro si son alosauroideos o no (Currie & Carpenter, 2000).
El cladograma presentado aquí sigue el análisis de 2010 hecho por Benson, Carrano y Brusatte.
|                     | Allosaurus                                                               |
|                     |                                                                          |
| Carcharodontosauria | \| \| Carcharodontosauridae \| \| \| \| \| \| Neovenatoridae \| \| \| \| |
|                     | \| \| Carcharodontosauridae \| \| \| \| \| \| Neovenatoridae \| \| \| \| |
|                     | Carcharodontosauridae                                                    |
|                     |                                                                          |
|                     | Neovenatoridae                                                           |
|                     |                                                                          |

|  | Carcharodontosauridae |
|  |                       |
|  | Neovenatoridae        |
|  |                       |

|                     | Allosaurus                                                               |
|                     |                                                                          |
| Carcharodontosauria | \| \| Carcharodontosauridae \| \| \| \| \| \| Neovenatoridae \| \| \| \| |
|                     | \| \| Carcharodontosauridae \| \| \| \| \| \| Neovenatoridae \| \| \| \| |
|                     | Carcharodontosauridae                                                    |
|                     |                                                                          |
|                     | Neovenatoridae                                                           |
|                     |                                                                          |

|  | Carcharodontosauridae |
|  |                       |
|  | Neovenatoridae        |
|  |                       |

## "Carnosaurus"
"Carnosaurus" es un nombre genérico informal, atribuido a Friedrich von Huene, 1929, que es visto a veces en las listas de dinosaurios. Este probablemente es un error tipográfico; von Huene pretendía asignar algunos restos indeterminados a Carnosauria incertae sedis, pero en algún punto en el proceso de publicación, el texto fue revisado de manera que parecía que él estaba creando un nuevo nombre genérico que sería "Carnosaurus" (como describió George Olshevsky en un mensaje de 1999 en el sitio Dinosaur Mailing List). El nombre está sin describir y no ha sido usado de manera seria.

## Historia del estudio
Carnosauria se utilizó tradicionalmente como el "cajón de sastre" de todos los grandes terópodos. Incluso los algunos animales que no son dinosaurios, como el rauisuquio Teratosaurus, alguna vez fueron considerados como carnosaurios. Sin embargo, los análisis realizados en las décadas de 1980 y 1990 revelaron que, aparte del tamaño, el grupo compartía muy pocas características, lo que lo hacía polifilético. La mayoría de los antiguos carnosaurios (como los megalosáuridos, los espinosáuridos y los ceratosaurios) fueron reclasificados como terópodos más primitivos o basales. Otros (como los tiranosáuridos) que estaban más estrechamente relacionados con las aves, fueron colocados en Coelurosauria. En los análisis cladísticos modernos se define a Carnosauria como todos aquellos tetanuros que comparten un ancestro común más reciente con Allosaurus que con las aves modernas.

## Literatura
- George Olshevsky. «Re: What are these dinosaurs». Archivado desde el original el 9 de diciembre de 2007. Consultado el 29 de enero de 2007. (on "Carnosaurus")
- Currie, P. J.; Zhao, X. (1993). «A new carnosaur (Dinosauria, Theropoda) from the Upper Jurassic of Xinjiang, People's Republic of China». Canadian Journal of Earth Sciences 30 (10): 2037-2081. doi:10.1139/e93-179.
- Holtz, T. R., Jr. and Osmólska H. 2004. Saurischia; pp. 21–24 in D. B. Weishampel, P. Dodson, and H. Osmólska (eds.), The Dinosauria (2nd ed.), University of California Press, Berkeley.
- Sereno, P. C. (1997). «The origin and evolution of dinosaurs». Annual Review of Earth and Planetary Sciences 25: 435-489. doi:10.1146/annurev.earth.25.1.435.
- Sereno, P. C. (1998). «A rationale for phylogenetic definitions, with application to the higher-level taxonomy of Dinosauria». Neues Jahrbuch für Geologie und Paläontologie Abhandlungen 210: 41-83.
- Zakharov, S. A. 1964. On a carnosaurian dinosaur, whose tracks were found in the Shirkent River valley. Paleontology of Tadzhikistan 1964, 31-35.